# Duck Hunt
Duck Hunt (Japans: ダックハント) is een computerspel dat werd ontwikkeld en uitgegeven door Nintendo. Het spel kwam op 21 april 1984 in Japan uit voor de Nintendo Entertainment System. In Europa werd het spel pas op 15 augustus 1987 uitgebracht. 
De bedoeling van het spel is om met de NES Zapper eenden of kleiduiven (Clay Shooting) neer te schieten die over het scherm vliegen. Het spel kent drie speelmodi: 1 Duck (1 eend), 2 Ducks (2 eenden) en kleiduiven schieten. 
In de modi van de eenden springt bij begin van elke ronde een jachthond in een veld om eenden op te jagen. Deze eenden vliegen uit het veld en moeten door de speler neergeschoten worden. Op elke eend kan er maximum drie keer worden geschoten. De speler moet minstens acht van de tien eenden neerschieten. Wordt dit doel behaald, gaat de speler naar de volgende ronde waarin de eenden telkens sneller vliegen. Indien het doel niet wordt bereikt, is het spel afgelopen. Er zijn meerdere rassen van eenden. Het puntenaantal is afhankelijk van het ras. Indien de speler alle eenden in de ronde raakt, krijgt hij extra bonuspunten. Met de NES-controller kan een tegenspeler de eend heen en weer laten vliegen.
Bij de kleiduiven worden achtereenvolgend een aantal kleiduiven gelanceerd die steeds willekeurig verder uit beeld verdwijnen. Ook hier moet men acht van de tien kleiduiven raken.

## Platforms
| Jaar | Platform |
| ---- | -------- |
| 1984 | NES      |
| 1987 | Arcade   |
| 2004 | MSX      |

## Ontvangst
| Beoordeeld door                | Jaar | Platform | Score |
| ------------------------------ | ---- | -------- | ----- |
| Retroage                       | 2013 | NES      | 83%   |
| Retrogaming History            | 2009 | NES      | 80%   |
| Tilt                           | 1987 | NES      | 75%   |
| GamesCollection                | 2008 | NES      | 70%   |
| Thunderbolt Games              | 2009 | NES      | 70%   |
| Random Access                  | 2010 | NES      | 50%   |
| ASM (Aktueller Software Markt) | 1988 | NES      | 48%   |
| The Video Game Critic          | 2007 | NES      | 42%   |
| All Game Guide                 | 1998 | Arcade   | 40%   |
| Power Play                     | 1988 | NES      | 25%   |

## Trivia
- Duck Hunt is een kloon van Qwak!, een spel dat door Atari werd ontwikkeld in 1974 voor Arcade.
- Het spel werd vaak uitgebracht als een dubbelpakket samen met Super Mario Bros.[1]
- In het spel zit een hond die de neergeschoten eenden ophaalt, maar die de speler ook uitlacht als hij mist. Een populair broodjeaapverhaal vertelt dat men de hond kan schieten: dit is echter niet zo. In parodieën op het spel en in de bonusrondes van de arcadeversie van het spel (Vs. Duck Hunt genaamd) kan dit echter wel.

1. ↑  Super Mario Bros. / Duck Hunt. IGN. Gearchiveerd op 25 april 2019. Geraadpleegd op 25 april 2019.